# ليل بيب
غوستاف إيليا أور (بالإنجليزية: Gustav Elijah Åhr)‏؛ (1 نوفمبر 1996 - 15 نوفمبر 2017)، والمعروف مهنيا باسم ليل بيب (غالبًا تُنمنم باسم LiL PEEP)، كان رابر، ومغني، وكاتب أغاني وعارض أمريكي. بسبب مساعدة رائد نمط الإيمو ريفيفال لموسيقى الراب والروك، اعتُبر ليل بيب كالشخصية الرائدة في موسيقى الإيمو في عقد 2010.
ولد في ألينتاون (بنسيلفانيا)، ونشأ في لونغ آيلند (نيويورك)، وبدأ ليل بيب في إصدار الموسيقى علي ساوند كلاود في عام 2014، مستعملا اسماً مستعاراً ليل بيب لأن والدته كانت تدعوه باسم «بيب» منذ أن كان طفلاً. سرعان ما أصبح يتمتع بشعبية علي ساوند كلاود بعد إطلاق العديد من شرائط المنوعات، بما في ذلك هيل بوي (2016)، وبسبب تعاونه مع ليل تراسي، وأكسبه متابعة لإصداراته. بلغ ألبومه الأول كوم أوفر وين يو آر سوبر، الجزء الأول (2017) ذروته بالمرتبة 38 علي بيلبورد 200. حصل ليل بيب علي أغنيته المنفردة الأعلي ترسيماً علي بيلبورد هوت 100 في أكتوبر 2018 مع أغنية «فولينغ داون»، وتضم إكس إكس إكس تنتاسيون، والتي بلغت ذروتها بالمرتبة 13. ظهر ألبومه الإستديو الثاني، كوم أوفر وين يو آر سوبر، الجزء الثاني (2018)، لأول مرة في المرتبة الرابعة علي بيلبورد 200، مما جعله أول ألبوم له ضمن العشرة الأوائل بالولايات المتحدة. تم إصدار الألبوم التجميعي إيفري باديز إيفري ثينغ في الذكرى الثانية لوفاته.
كان ليل بيب متعاطي مخدرات بشكل متكرر بسبب صحته العقلية، بما في ذلك الاكتئاب واضطراب ثنائي القطب. توفي في 15 نوفمبر 2017، بعد أسبوعين من عيد ميلاده الـ21. اعتمد مكتب مقاطعة بيما للطبيب الشرعي سبب الوفاة كجرعة زائدة عرضية من الفينتانيل والزاناكسولقد تم حرق جثته بعد وفاته بأسبوع. كان يريد الموت دائما

## روابط خارجية
- ليل بيب على موقع IMDb (الإنجليزية)
- ليل بيب على موقع ميوزك برينز (الإنجليزية)
- ليل بيب على موقع أول ميوزيك (الإنجليزية)
- ليل بيب على موقع ديسكوغز (الإنجليزية)
- ليل بيب على موقع ديسكوغز (الإنجليزية)
- ليل بيب على موقع قاعدة بيانات الفيلم (الإنجليزية)

## قراءة إضافية
- "Emo rapper Lil Peep embodies sadboi aesthetic in new album". Rocky Mountain Collegian. 7 سبتمبر 2017. مؤرشف من الأصل في 2019-10-31. اطلع عليه بتاريخ 2017-09-20.